# Emmanuel Shaleta
Emmanuel Hanna Shaleta (Challita) (ur. 12 listopada 1956 w Fajszchabur) – duchowny Kościoła katolickiego obrządku chaldejskiego, od 2017 biskup San Diego.

## Życiorys
Święcenia kapłańskie przyjął 31 maja 1984 i został inkardynowany do eparchii Detroit. Po święceniach i studiach w Rzymie został skierowany do pracy w parafii w North Hollywood. Później kierował kilkoma parafiami na terenie stanu Michigan. W 2009 mianowany chorepiskopem.
15 stycznia 2015 otrzymał nominację na eparchę Toronto w Kanadzie. Sakry udzielił mu 6 lutego 2015 patriarcha chaldejski, Louis Raphaël I Sako.
9 sierpnia 2017 został mianowany eparchą San Diego, a 29 sierpnia 2017 odbyła się jego intronizacja.